# Duy Phường
Duy Phường (giản thể: 潍坊市; phồn thể: 濰坊市; bính âm: Wéifāng Shì) là một địa cấp thị ở trung tâm tỉnh Sơn Đông, Trung Quốc. Thành phố có diện tích 16.143,14 km², dân số năm 2020 là 9.386.705 người, mật độ dân số đạt 580 người/km². Vùng đô thị có diện tích 2.646,1 km² và dân số lằ 2.511.721 người.

## Hành chính
Địa cấp thị Duy Phường quản lý 12 đơn vị cấp huyện, bao gồm 4 quận, 6 thành phố cấp huyện và 2 huyện.
- Khu Duy Thành (潍城区)
- Khu Khuê Văn (奎文区)
- Khu Phường Tử (坊子区)
- Khu Hàn Đình (寒亭区)
- Thành phố cấp huyện Thanh Châu (青州市)
- Thành phố cấp huyện Chư Thành (诸城市)
- Thành phố cấp huyện Thọ Quang (寿光市)
- Thành phố cấp huyện An Khâu (安丘市)
- Thành phố cấp huyện Cao Mật (高密市)
- Thành phố cấp huyện Xương Ấp (昌邑市)
- Huyện Xương Lạc (昌乐县)
- Huyện Lâm Cù (临朐县)

## Địa lý
Duy Phường giáp ranh với các thành phố Đông Dinh về phía Tây Bắc, Truy Bác về phía Tây, Lâm Nghi về phía Tây Nam, Nhật Chiếu về phía Nam, Thanh Đảo về phía Đông, và nhìn ra vịnh Lai Châu về phía Bắc.

## Kinh tế
Duy Phường có nhà máy động cơ diesel Làng Yangjiabu ở Khu Hàn Đình nổi tiếng in tranh dân gian trên gỗ (mộc bản niên họa) và sản xuất diều. Duy Phường tự xem mình là "Thủ đô quốc tế về diều" (Diên đô, 鸢都) và tổ chức lễ hội diều quốc tế hàng năm vào mùa xuân.

## Người nổi tiếng
- Trịnh Huyền (127–200), học giả Khổng giáo thời Đông Hán.
- Lưu Dong (劉墉; 1719–1805), vị quan nổi tiếng thời nhà Thanh

## Thành phố kết nghĩa
- Pueblo, Colorado là một trong những thành phố kết nghĩa của Duy Phường.